# تلوث المياه الجوفية

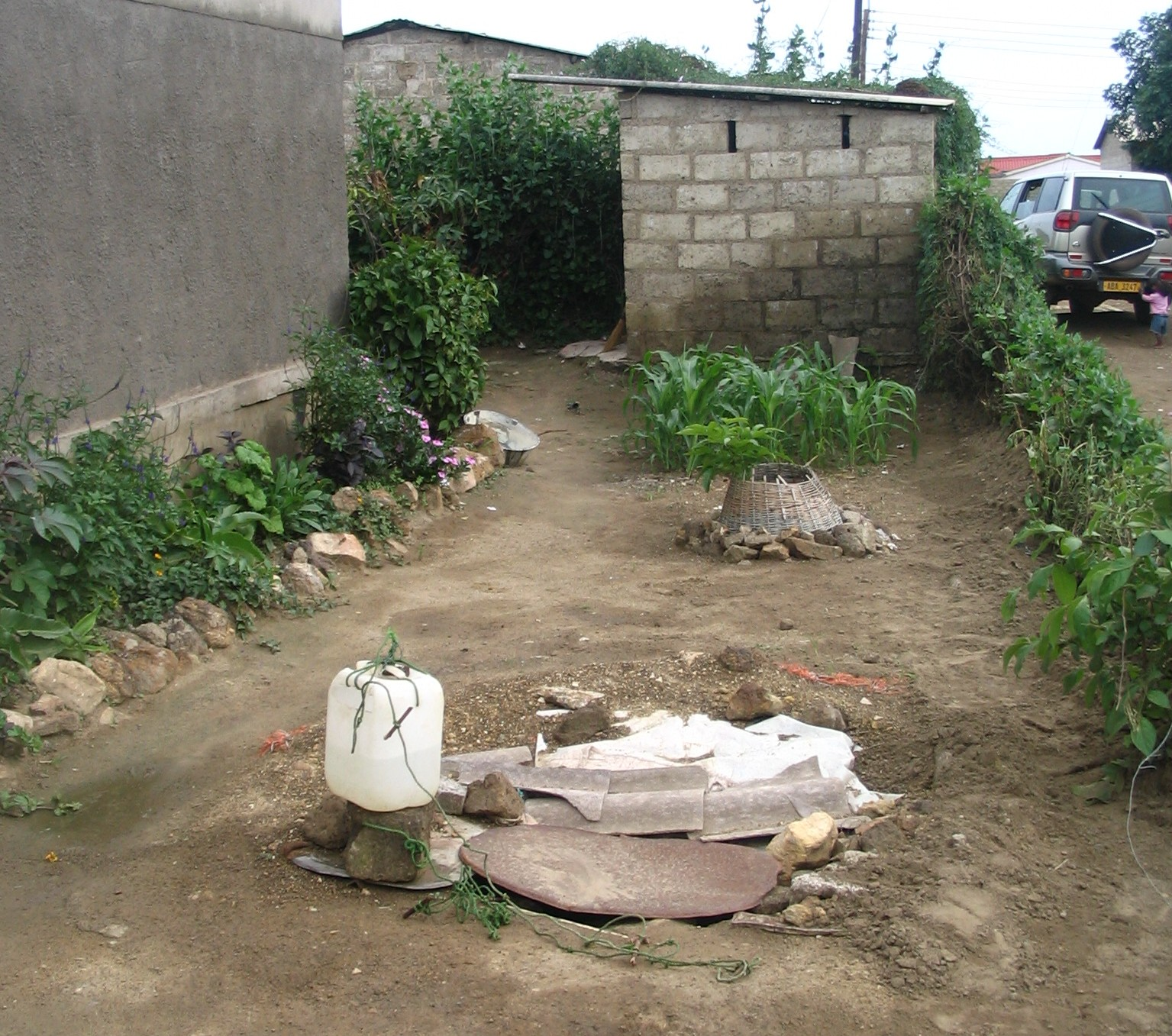

يحدث تلوث المياه الجوفية عند إطلاق الملوثات على الأرض والتي تشق طريقها إلى  المياه الجوفية. ويمكن أن يحدث هذا النوع من تلوث المياه أيضاً بصورة طبيعية بسبب وجود مكون ثانوي وغير مرغوب فيه، شوائب في المياه الجوفية، وفي هذه الحالة يكون من المرجح أن يشار إليه على أنه على أنه تغير كيميائي أو فيزيائي في نوعية المياه بدلاً من اعتباره تلوثاً.
غالباً ما يتسبب الملوث في انبعاث عموداً ملوثاً داخل طبقة المياه الجوفية. فحركة المياه والتشتت داخل طبقة المياه الجوفية تنشر الملوثات على مساحة أوسع. ويمكن أن يتقاطع الحد المتقدم، الذي يطلق عليه في كثير من الأحيان حافة الانبعاث، مع آبار المياه الجوفية أو مع المياه السطحية مثل التسريبات والينابيع، مما يجعل إمدادات المياه غير آمنة للبشر والحياة البرية. ويمكن تحليل حركة الانبعاث العمودي، التي تسمى واجهة الانبعاث العمودي، من خلال  نموذج نقل هيدرولوجي أو نموذج للمياه الجوفية. وقد يتركز تحليل تلوث المياه الجوفية على خصائص التربة والجيولوجيا الموقعية والجيولوجيا المائية والهيدرولوجيا وطبيعة الملوثات.
يمكن أن يحدث التلوث من خلال شبكات الصرف الصحي ومكبات النفايات والنفايات السائلة من محطات معالجة مياه الصرف الصحي أو المجاري المتسربة أو محطات تعبئة البنزين أو من استخدام  الأسمدة على نحو مفرط  في  الزراعة.  كما يمكن أن يحدث التلوث من الملوثات التي تحدث بشكل طبيعي، مثل الزرنيخ أو الفلورايد. إنّ استخدام المياه الجوفية الملوثة يسبب مخاطر للصحة العامة عن طريق التسمم أو انتشار المرض.
تؤثر الآليات المختلفة على نقل الملوثات، مثل الانتشار والامتصاص والهطول والانحلال في المياه الجوفية. ويتم تحليل تفاعل تلوث المياه الجوفية مع المياه السطحية باستخدام نماذج نقل الهيدرولوجيا.

## أنواع الملوثات
تغطي الملوثات الموجودة في المياه الجوفية مجموعة واسعة من المعلمات الفيزيائية والكيميائية غير العضوية والكيميائية العضوية والجراثيمي والمشعة. بشكل أساسي، يمكن العثور أيضاً على الكثير من الملوثات نفسها التي تؤدي دوراً في تلوث المياه السطحية في المياه الجوفية الملوثة، وإن كانت أهمية كل منها قد تختلف.

### الزرنيخ والفلوريد
لقد اعترفت منظمة الصحة العالمية (بالإنجليزية: "World Health Organization")‏ بالزرنيخ والفلوريد بوصفهما أخطر الملوثات غير العضوية في مياه الشرب على نطاق العالم.
ويمكن أن يحدث الزرنيخ المعدني بصورة طبيعية في المياه الجوفية، حيث يظهر في معظم الأحيان في آسيا، بما في ذلك في الصين والهند وبنغلاديش. في  سهل الغانج في  شمال الهند، وبنجلاديش. يؤثر التلوث الشديد للمياه الجوفية بفعل الزرنيخ الذي يحدث بشكل طبيعي على 25% من  آبار المياه في الجزء الأقل من طبقتين سطحيتين من طبقات المياه الجوفية الإقليمية.
ويمكن أن يوجد الزرنيخ في المياه الجوفية أيضاً حيث توجد عمليات تعدين أو مقالب نفايات والتي بدورها يتسرب منها الزرنيخ.
يشكل الفلوريد الطبيعي في المياه الجوفية مصدر قلق متزايد حيث يتم استخدام المياه الجوفية العميقة «مع وجود أكثر من 200 مليون شخص معرضين لخطر  مياه الشرب بتركيزات مرتفعة». يمكن إطلاق الفلوريد بشكل خاص من الصخور البركانية الحمضية ورماد البراكين المشتت عندما تكون درجة صلابة المياه منخفضة. تمثل المستويات العالية من الفلوريد في المياه الجوفية مشكلة خطيرة في جزر بامباس الأرجنتينية (بالإنجليزية: "Argentinean Pampas") وتشيلي والمكسيك والهند وباكستان وشرق إفريقيا وبعض الجزر البركانية مثل: تينيريفي (بالإنجليزية: "Tenerife").
في المناطق التي تحدث فيها بشكل طبيعي مستويات عالية من الفلورايد في المياه الجوفية والتي تستخدم لمياه الشرب، يمكن أن يكون تسمم الأسنان والهيكل العظمي شائعاً وشديداً.

### مسببات الأمراض
يمكن أن يؤدي عدم وجود تدابير مناسبة للصرف الصحي، فضلاً عن الآبار الموضوعة بصورة غير سليمة إلى تلوث مياه الشرب بمسببات الأمراض المحمولة في البراز والبول. وتشمل مثل هذه الأمراض المنقولة عن طريق البراز الكوليرا والإسهال. من أنواع مسببات الأمراض الأربعة الموجودة في البراز (البكتيريا والفيروسات والكائنات الأولية والديدان الطفيلية أو بيض الديدان الطفيلية)، يمكن العثور على الأنواع الثلاثة الأولى عادة في المياه الجوفية الملوثة، في حين أن بيض الديدان الطفيلية الكبيرة يتم ترشيحها عادة بواسطة مصفوفة التربة.
عادة ما تعتبر طبقات المياه الجوفية العميقة المحصورة المصدر الأكثر أماناً لمياه الشرب فيما يتصل بمسببات الأمراض. ومن الممكن أن لمسببات الأمراض الناتجة من مياه الصرف الصحي المعالجة أو غير المعالجة إلى تلويث طبقات مائية معينة، خاصة المياه الضحلة.

### النترات
النترات هي أكثر الملوثات الكيميائية شيوعاً في المياه الجوفية ومستودعات المياه الجوفية في العالم. وفي بعض البلدان ذات الدخل المنخفض، تكون مستويات النترات في المياه الجوفية مرتفعة للغاية، مما يسبب مشاكل صحية كبيرة.  كما أنها مستقرة (لا تتحلل) في ظروف الأكسجين العالية.
يمكن أن تتسبب مستويات النترات التي تتجاوز 10 ملغم/لتر (10 جزء لكل مليون) في المياه الجوفية في حدوث «متلازمة الطفل الأزرق» (ميتهيموغلوبينية الدم المكتسبة). تنص معايير جودة مياه الشرب  في الاتحاد الأوروبي على أقل من 50 ملغم/لتر بالنسبة للنترات في  مياه الشرب. 
ومع ذلك، فقد تم التشكيك في الروابط بين النترات في مياه الشرب ومتلازمة الطفل الأزرق في دراسات أخرى. ويمكن أن يكون تفشي المتلازمة بسبب عوامل أخرى غير ارتفاع تركيزات النترات في مياه الشرب.
يمكن أن يكون ارتفاع مستويات النترات في المياه الجوفية ناتجاً عن المرافق الصحية في الموقع، والتخلص من مخلفات الصرف الصحي، والأنشطة الزراعية. ولذلك يمكن أن يكون لها أصل حضري أو زراعي.

### المركبات العضوية
المركبات العضوية المتطايرة هي ملوث خطير للمياه الجوفية. وهي تُدخل بوجه عام على البيئة من خلال الممارسات الصناعية غير مبالية. لم يكن معروفاً أن العديد من هذه المركبات ضارة حتى أواخر الستينات قبل أن تحدد الاختبارات الدورية للمياه الجوفية هذه المواد في مصادر مياه الشرب.
تشمل ملوثات المركبات العضوية الأولية الموجودة في المياه الجوفية الهيدروكربونات العطرية مثل مركبات البنزين والتولوين وإيثيل البنزين والكسيلين (BTEX: benzene, toluene, ethylbenzene and xylenes)، والمذيبات المعالجة بالكلور بما في ذلك رباعي كلورو الإيثيلين (PCE: tetrachloroethylene) وثلاثي كلور الإيثيلين (TCE: trichloroethylene)، وكلوريد الفينيل(VC: vinyl chloride). مركبات البنزين والتولوين وإيثيل البنزين والكسيلين هي مكونات مهمة من البنزين ويعتبر رباعي كلورو الإيثيلين وثلاثي كلور الإيثيلين مذيبات صناعية استخدمت تاريخياً في عمليات التنظيف الجاف وكمزيل شحوم معدني، على التوالي.
الملوثات العضوية الأخرى الموجودة في المياه الجوفية والمستمدة من العمليات الصناعية هي الهيدروكربونات العطرية متعددة الحلقات (PAHs: polycyclic aromatic hydrocarbons). ونظراً لوزنها الجزيئي،  فإن نافتالين (بالإنجليزية: "Naphthalene") هو الأكثر قابلية للذوبان والمحمول والتنقل في المياه الجوفية، في حين  أن البينزو (أ) البيرين  هي الأكثر سمية. يتم إنتاج الهيدروكربونات العطرية متعددة الحلقات بشكل عام كمنتجات ثانوية عن طريق الاحتراق غير الكامل للمادة العضوية.
ويمكن أيضاً العثور على الملوثات العضوية في المياه الجوفية كمبيدات حشرية ومبيدات الأعشاب. وكما هو الحال في العديد من المركبات العضوية التركيبية الأخرى، فإن معظم مبيدات الآفات لها هياكل جزيئية معقدة للغاية. ويحدد هذا التعقيد قابلية الذوبان في الماء والقدرة على الامتزاز وقدرة مبيدات الآفات على التنقل في نظام المياه الجوفية. وبالتالي، فإن بعض أنواع المبيدات الحشرية أكثر قدرة على الحركة من غيرها بحيث يمكنها الوصول بسهولة إلى مصدر مياه الشرب.

### المعادن
تحدث العديد من المعادن النزرة بشكل طبيعي في بعض التكوينات الصخرية ويمكن أن تدخل في البيئة من خلال العمليات الطبيعية مثل التجوية. ومع ذلك، يمكن أن تؤدي الأنشطة الصناعية مثل التعدين والمعادن والتخلص من النفايات الصلبة وأعمال الطلاء والمينا، وما إلى ذلك تركيزات المعادن السامة بما في ذلك الرصاص والكادميوم والكروم ولهذه الملوثات القدرة على شق طريقها إلى المياه الجوفية.
ستتأثر هجرة المعادن (والفلزات) في المياه الجوفية بعدة عوامل، لا سيما بفعل التفاعلات الكيميائية التي تحدد تجزئة الملوثات بين مختلف المراحل والأنواع المختلفة. وبالتالي، فإن تنقل المعادن يعتمد في المقام الأول على درجة الحموضة والأكسدة في المياه الجوفية.

### المستحضرات الصيدلانية
تعتبر كميات ضئيلة من المستحضرات الصيدلانية الناتجة عن تسرب المياه العادمة المعالجة إلى طبقة المياه الجوفية من بين ملوثات المياه الجوفية الناشئة التي تجري دراستها في جميع أنحاء الولايات المتحدة. توجد عادة الأدوية الشائعة مثل المضادات الحيوية ومضادات الالتهاب ومضادات الاكتئاب ومزيلات الاحتقان والمهدئات وما إلى ذلك في مياه الصرف المعالجة. يتم صرف هذه المياه العادمة من منشأة المعالجة، وغالباً ما تشق طريقها إلى طبقة المياه الجوفية أو مصدر المياه السطحية المستخدمة في مياه الشرب.
يشكل وجود كميات ضئيلة من المستحضرات الصيدلانية في كل من المياه الجوفية والمياه السطحية أقل بكثير مما يعتبر خطيراً أو مصدر قلق في معظم المناطق، ولكن ذلك قد يكون مشكلة متزايدة مع نمو السكان واستخدام مياه الصرف الصحي المستصلحة في إمدادات المياه البلدية.